# Campionati del mondo di ciclismo su pista 2018 - Omnium femminile
La prova di omnium femminile ai Campionati del mondo di ciclismo su pista 2018 si è svolta il 2 marzo 2018.

## Risultati

### Scratch
La gara di scratch è iniziata alle 14:16.
| Posizione | Atleta                | Nazione       | Giri persi | Punti |
| --------- | --------------------- | ------------- | ---------- | ----- |
| 1         | Kirsten Wild          | Paesi Bassi   |            | 40    |
| 2         | Elisa Balsamo         | Italia        |            | 38    |
| 3         | Laurie Berthon        | Francia       |            | 36    |
| 4         | Daria Pikulik         | Polonia       |            | 34    |
| 5         | Yumi Kajihara         | Giappone      |            | 32    |
| 6         | Lotte Kopecky         | Belgio        |            | 30    |
| 7         | Elinor Barker         | Regno Unito   |            | 28    |
| 8         | Anita Stenberg        | Norvegia      |            | 26    |
| 9         | Jennifer Valente      | Stati Uniti   |            | 24    |
| 10        | Allison Beveridge     | Canada        |            | 22    |
| 11        | Alžbeta Bačíková      | Slovacchia    |            | 20    |
| 12        | Amalie Dideriksen     | Danimarca     |            | 18    |
| 13        | Ana Usabiaga          | Spagna        |            | 16    |
| 14        | Aleksandra Goncharova | Russia        |            | 14    |
| 15        | Rushlee Buchanan      | Nuova Zelanda |            | 12    |
| 16        | Andrea Waldis         | Svizzera      |            | 10    |
| 17        | Palina Pivavarava     | Bielorussia   |            | 8     |
| 18        | Wang Xiaofei          | Cina          |            | 6     |
| 19        | Lydia Boylan          | Irlanda       |            | 4     |
| 20        | Olivija Baleišytė     | Lituania      |            | 2     |
| 21        | Gudrun Stock          | Germania      |            | 1     |
| 22        | Tetyana Klimchenko    | Ucraina       |            | 1     |
| 23        | Jarmila Machačová     | Rep. Ceca     |            | 1     |
| –         | Diao Xiaojuan         | Hong Kong     | DNF        | 0     |

### Tempo race
La tempo race è iniziata alle 16:45.
| Posizione | Atleta                | Nazione       | Giri | Punti totali |
| --------- | --------------------- | ------------- | ---- | ------------ |
| 1         | Elinor Barker         | Regno Unito   |      | 7            |
| 2         | Gudrun Stock          | Germania      |      | 4            |
| 3         | Wang Xiaofei          | Cina          |      | 3            |
| 4         | Jennifer Valente      | Stati Uniti   |      | 2            |
| 5         | Kirsten Wild          | Paesi Bassi   |      | 2            |
| 6         | Amalie Dideriksen     | Danimarca     |      | 2            |
| 7         | Yumi Kajihara         | Giappone      |      | 2            |
| 8         | Elisa Balsamo         | Italia        |      | 2            |
| 9         | Allison Beveridge     | Canada        |      | 1            |
| 10        | Jarmila Machačová     | Rep. Ceca     |      | 1            |
| 11        | Lotte Kopecky         | Belgio        |      | 0            |
| 12        | Aleksandra Goncharova | Russia        |      | 0            |
| 13        | Rushlee Buchanan      | Nuova Zelanda |      | 0            |
| 14        | Anita Stenberg        | Norvegia      |      | 0            |
| 15        | Lydia Boylan          | Irlanda       |      | 0            |
| 16        | Ana Usabiaga          | Spagna        |      | 0            |
| 17        | Palina Pivavarava     | Bielorussia   |      | 0            |
| 18        | Andrea Waldis         | Svizzera      |      | 0            |
| 19        | Daria Pikulik         | Polonia       |      | 0            |
| 20        | Tetyana Klimchenko    | Ucraina       | −20  | −20          |
| 21        | Laurie Berthon        | Francia       | −20  | −20          |
| 22        | Olivija Baleišytė     | Lituania      | −20  | −20          |
| 23        | Alžbeta Bačíková      | Slovacchia    | −20  | −20          |
| –         | Diao Xiaojuan         | Hong Kong     | DNS  | DNS          |

### Gara ad eliminazione
La gara ad eliminazione è iniziata alle 19:33.
| Posizione | Atleta                | Nazione       | Punti giri | Punti sprint | Punti totali |
| --------- | --------------------- | ------------- | ---------- | ------------ | ------------ |
| 1         | Kirsten Wild          | Paesi Bassi   | 0          | 9            | 121          |
| 2         | Amalie Dideriksen     | Danimarca     | 20         | 10           | 112          |
| 3         | Rushlee Buchanan      | Nuova Zelanda | 40         | 12           | 106          |
| 4         | Elisa Balsamo         | Italia        | 0          | 5            | 105          |
| 5         | Jennifer Valente      | Stati Uniti   | 0          | 5            | 101          |
| 6         | Elinor Barker         | Regno Unito   | 0          | 1            | 97           |
| 7         | Lotte Kopecky         | Belgio        | 0          | 12           | 94           |
| 8         | Yumi Kajihara         | Giappone      | 0          | 3            | 93           |
| 9         | Anita Stenberg        | Norvegia      | 20         | 8            | 86           |
| 10        | Aleksandra Goncharova | Russia        | 40         | 2            | 86           |
| 11        | Gudrun Stock          | Germania      | 20         | 6            | 81           |
| 12        | Jarmila Machačová     | Rep. Ceca     | 40         | 8            | 73           |
| 13        | Laurie Berthon        | Francia       | 0          | 0            | 61           |
| 14        | Palina Pivavarava     | Bielorussia   | 20         | 1            | 57           |
| 15        | Andrea Waldis         | Svizzera      | 20         | 5            | 55           |
| 16        | Ana Usabiaga          | Spagna        | 0          | 0            | 48           |
| 17        | Lydia Boylan          | Irlanda       | 0          | 7            | 31           |
| 18        | Olivija Baleišytė     | Lituania      | 0          | 5            | 14           |
| 19        | Alžbeta Bačíková      | Slovacchia    | −20        | 0            | 5            |
| 20        | Tetyana Klimchenko    | Ucraina       | 0          | 0            | 4            |
| –         | Daria Pikulik         | Polonia       | DNF        | DNF          | DNF          |
| –         | Allison Beveridge     | Canada        | DNF        | DNF          | DNF          |
| –         | Wang Xiaofei          | Cina          | DNF        | DNF          | DNF          |
| –         | Diao Xiaojuan         | Hong Kong     | DNS        | DNS          | DNS          |

### Gara a punti
Nella gara a punti i ciclisti sommano ai punti guadagnati durante la gara tutti i punti conquistati in precedenza.
| Posizione | Atleta                | Nazione       | Punti giri | Punti sprint | Punti totali |
| --------- | --------------------- | ------------- | ---------- | ------------ | ------------ |
| 1         | Kirsten Wild          | Paesi Bassi   | 0          | 9            | 121          |
| 2         | Amalie Dideriksen     | Danimarca     | 20         | 10           | 112          |
| 3         | Rushlee Buchanan      | Nuova Zelanda | 40         | 12           | 106          |
| 4         | Elisa Balsamo         | Italia        | 0          | 5            | 105          |
| 5         | Jennifer Valente      | Stati Uniti   | 0          | 5            | 101          |
| 6         | Elinor Barker         | Regno Unito   | 0          | 1            | 97           |
| 7         | Lotte Kopecky         | Belgio        | 0          | 12           | 94           |
| 8         | Yumi Kajihara         | Giappone      | 0          | 3            | 93           |
| 9         | Anita Stenberg        | Norvegia      | 20         | 8            | 86           |
| 10        | Aleksandra Goncharova | Russia        | 40         | 2            | 86           |
| 11        | Gudrun Stock          | Germania      | 20         | 6            | 81           |
| 12        | Jarmila Machačová     | Rep. Ceca     | 40         | 8            | 73           |
| 13        | Laurie Berthon        | Francia       | 0          | 0            | 61           |
| 14        | Palina Pivavarava     | Bielorussia   | 20         | 1            | 57           |
| 15        | Andrea Waldis         | Svizzera      | 20         | 5            | 55           |
| 16        | Ana Usabiaga          | Spagna        | 0          | 0            | 48           |
| 17        | Lydia Boylan          | Irlanda       | 0          | 7            | 31           |
| 18        | Olivija Baleišytė     | Lituania      | 0          | 5            | 14           |
| 19        | Alžbeta Bačíková      | Slovacchia    | −20        | 0            | 5            |
| 20        | Tetyana Klimchenko    | Ucraina       | 0          | 0            | 4            |
| –         | Daria Pikulik         | Polonia       | DNF        | DNF          | DNF          |
| –         | Allison Beveridge     | Canada        | DNF        | DNF          | DNF          |
| –         | Wang Xiaofei          | Cina          | DNF        | DNF          | DNF          |
| –         | Diao Xiaojuan         | Hong Kong     | DNF        | DNF          | DNF          |